# Brant Daugherty
Pour les articles homonymes, voir Daugherty.
Brant David Daugherty (né le 20 août 1985 à Mason, dans l'Ohio) est un acteur et mannequin américain. 
Il est surtout connu pour incarner le rôle de Noel Kahn dans la série dramatique, Pretty Little Liars (2010 à 2017), ainsi que pour avoir joué le rôle de Brian dans le feuilleton télévisé, Des jours et des vies (2012-2013).

## Biographie

### Enfance et formation
Né à Mason, dans l'Ohio, Brant est le fils de David Daugherty, professeur d'art, et de Mary Beth (née Hirt), gérante du Shriners Hôpital pour enfants au Cincinnati. Il est le cadet d'une fratrie de trois enfants ; Adam et Caitey. Son père est décédé le 19 février 2009, à l'âge de 57 ans, d'un cancer,,.
Brant est allé au lycée William Mason High School, où il a joué au football, ainsi qu'au théâtre. Il en est ressorti diplômé en 2004, à l'âge de 18 ans,. En 2008, à l'âge de 23 ans, il s'est installé à Los Angeles après avoir obtenu un degré en matière de comédie à l'université, Columbia College Chicago.

### Carrière
Brant a lancé sa carrière d'acteur en 2008, à l'âge de 23 ans, en jouant dans le court-métrage, Suspended. Après avoir joué dans la web-série, Private (2009), il a eu le rôle de Noel Kahn dans la série dramatique/thriller, Pretty Little Liars. La série est diffusée sur la chaîne ABC Family depuis le 8 juin 2010. Son personnage est apparu pour la dernière fois dans l'épisode spécial Halloween de la troisième saison, cependant, il a fait son grand retour dans le dernier épisode de la quatrième saison. Il a été confirmé qu'il reviendra dans la cinquième saison. Entre-temps, il a joué dans Des jours et des vies et American Wives. En 2013, il a participé à l'émission, Dancing with the Stars, avec comme partenaire, Peta Murgatroyd. Ils ont fini à la septième place.
En 2018, il a joué le rôle de Luke Sawyer dans le film dramatico-érotico-romantique Cinquante nuances plus claires réalisé par James Foley.

### Vie privée
Depuis 2016, il est en couple avec l'actrice américaine Kimberly Hidalgo. En février 2018, le couple annonce ses fiançailles après deux ans de vie commune et se marie le 18 juin 2019. Le 2 décembre 2020, il annonce sur Instagram qu'il va être papa pour la première fois d'un petit garçon.

## Filmographie

### Films
- 2008 : Suspended : Bill (court-métrage)
- 2013 : The Starving Games : Dale
- 2013 : Something Wicked : Aiden (court-métrage)
- 2014 : Oranges : Danny Foster
- 2018 : Cinquante nuances plus claires de James Foley : Luke Sawyer

### Télévision

#### Séries télévisées
- 2009 : Private (en) : Thomas Pearson (web-série)
- 2010-2016 : Pretty Little Liars : Noel Kahn
- 2011 : Super Sportlets : Ben / Ballistico (web-série)
- 2012 : Pretty Dirty Secrets (saison 1, épisode 4) : Noel Kahn
- 2012-2013 : Des jours et des vies (17 épisodes) : Brian
- 2013 : American Wives (9 épisodes) : Patrick Clarke
- 2014 : Anger Management (saison 2, épisode 74) : Tiffer
- 2016-2017 : Relationship Status (6 épisodes) : Church
- 2017 : Dear White People : Thane Lockwood
- 2017 : Freakish (8 épisodes) : Jake

#### Téléfilms
- 2014 : La Cerise sur le gâteau de mariage (The Michaels) de Bradford May : Tom Stanfield
- 2015 : Joyeux Baiser de Noël (Merry Kissmas) de Michael Feifer : Dustin
- 2015 : L'emprise du gourou (Ungodly Acts) de Carl Bessai : Daniel
- 2016 : Coup de Foudre par erreur (Accidental Engagement) de Letia Clouston : Chas Hunter
- 2016 : Danger sur le campus (Suicide Note) de Jake Helgren : Brady Faris
- 2018 : Un fiancé à louer pour Noël (Mingle All the Way) de Allan Harmon : Jeff Scanlon
- 2019 : Au secours je suis dans un film de Noël ! (A Christmas Movie Christmas) de Brian Herzlinger : Paul
- 2020 : Deuxième chance pour s'aimer (Timeless Love) de Brian Brough : Thomas Clayborne
- 2020 : Amoureux juste pour l'été (Just for the Summer) de David I. Strasser : Jason Humphrey
- 2021 : Naturellement amoureux (The Nature of Romance) de Christine Conradt : Sean Davis
- 2021 : Un amour de boulanger (The Baker's Son) de Mark Jean : Matt Duval
- 2022 : Un amour de bodyguard : Grady Beck
- 2022 : #xmas (#joyeux Noël) de Heather Hawthorn Doyle : Max

#### Emissions télévisées
- 2013 : Dancing with the Stars : Lui-même